# 河野通之
河野 通之（かわの みちゆき、生没年不詳）は、室町時代前期の守護大名。河野通堯の子、通元の父。幼名は鬼王丸、通称は六郎。官途名は対馬守。
応永元年（1394年）に兄の通義が26歳で急死したため、伊予国守護職を継承する。その時、通義の室は懐妊しており、誕生した子が男子であった場合には16歳になったらその子に家督を譲ることを条件としていた。応永の乱では堺に立て籠もる大内義弘を攻めて功を上げた。通義の室が産んだ子は男子であり、その子・通久が16歳になった応永16年（1409年）に通之は家督を通久に譲って隠居した。だが、通之の実子である通元はこれに納得せず、通之が没すると、予州家（通元およびその子孫）は河野氏の家督を巡って宗家と争うようになった。